# Dagmar Eriksén
Julia Dagmar Eriksén, gift Eriksson, född 2 december 1866 i Fredensborg, död 17 augusti 1929 i Ängelholm, var en dansk-svensk fotograf och förläggare med verksamhet och ateljéer i Västra Götaland, Södermanland, Östergötland och Skåne. Hennes verk har i form av vykort fått spridning i hela Sverige.

## Biografi

### Tidiga år
Dagmar Eriksén var dotter till danska hovfotografen Peter Anton Eriksén (ibland Peder Anton Eriksen, senare känd som P.A. Eriksén) och hans hustru Anna Bothilde Martine född Lund. Familjen flyttade år 1873 först till Halmstad och senare till Borås. År 1885 öppnade hennes far en ateljé i Skövde som kom att bli präglande för familjens verksamhet. Dagmar och hennes syskon var redan från en ung ålder verksamma i ateljén. Alla fem syskon utbildade sig till fotografer och etablerade sig i olika svenska städer.

### Karriär som fotograf

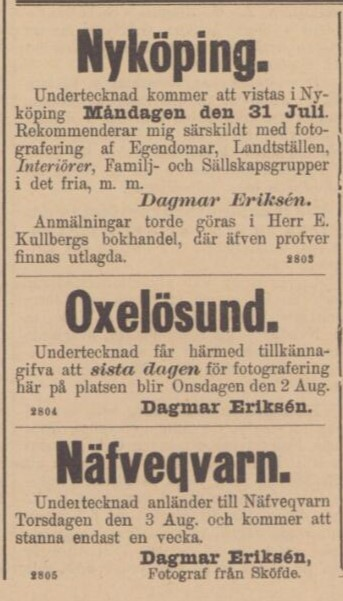
Dagmar Erikséns annonser i Södermanlands Läns Tidning i juli 1893.

Dagmar Erikséns första station som självständig fotograf utanför sin fars verksamhet blev år 1893 Oxelösund. Södermanlands Läns Tidning skrev den 3 juli 1893 följande: 
"En skicklig fotograf, fröken Dagmar Eriksén från Sköfde, har för säsongen slagit sig ned i Oxelösund och verkställer, att döma af de prover, som blifvit oss förevisade, på ett mycket förtjänstfullt sätt fotografering af egendomar, vyer och sällskapsgrupper etc."
Under sommaren reste hon även till Nyköping och Nävekvarn och erbjöd fotografering av olika slag. Samma år tog hon över Hilda Dürings ateljé i Linköping. Hon utvidgade ateljéns verksamhet från enbart porträttfotografering till fotografering av vyer, byggnader, kulturmiljöer och "sällskapsgrupper i det fria". Hon reste till olika platser och sålde vyer från från flera olika landskap.
År 1896 dog hennes far och hon återvände till Skövde för att tillsammans med sin mor driva hans företag vidare. På den tiden blev vykort populära, en utveckling som blev en viktig gren i familjen Erikséns verksamhet och det startades ett eget vykortsförlag. År 1902 flyttade Dagmar Eriksén tillsammans med sin mor till Norrköping där hon tog över Anna Magnussons ateljé. Företaget blev framgångsrikt och hon öppnade filialer i Söderköping (1904), Rejmyre och Katrineholm (1905).
 

Förutom porträttfotografering marknadsfördes även olika vyer och motiv som hon sålde i sina olika ateljéer. År 1899 tog hon ett foto på ett stjärnskott vid Skövde som reproducerades i olika tidningar. Hennes verk blev redan på 1890-talet en del av Svenska Turistföreningens nya bildarkiv som skulle representera hela Sverige med hjälp av fotografier. År 1899 vann hon ett pris i föreningens fototävling, år 1900 ett delat tredjepris, bland annat för hennes bilder på arbetet vid ett sågverk. Samma år blev hon medlem i Svenska Fotografers Förbund. I dess tidskrifts tävling år 1900 vann hon första priset för hennes foton på kyrkointeriörer. År 1901 fick hon guldmedaljen i en fototävling i Skövde. Under 1900-talets första årtionde deltog hon även i flera industri- och hantverksutställningar. Om hennes bidrag till en av utställningarna:
"Med afseende på landskapsvyerna hade fröken Dagmar Eriksén presterat något rent af storartadt. En större vy, utgången från hennes ateljé och med motiv från en björkallé var helt enkelt ett konstverk. Fröken Eriksén har under vidsträckta resor i vårt land förvärfvat sig en till ett tiotusentals plåtar uppgående samling af bilder från våra vackraste bygder, i synnerhet från Norrland, hvars många vackra vyer finnas i hennes med första priset belönade utställning." Tidning för Skaraborgs Län, 18 juni 1901

### Privatliv och senare år
År 1908 gifte sig Dagmar Eriksén med kalligrafen Rudolf Edvard Eriksson (1872-1924). De flyttade till Stockholm och tog över Hugo Tåhlins ateljé som fick namnet "Atelier Dagmar Eriksson". Förutom ateljén i Norrköping hade de från år 1917 även en ateljé i Rudolf Erikssons namn i Ängelholm. Efter Rudolf Erikssons död drev Dagmar Eriksson företaget själv.

## Galleri

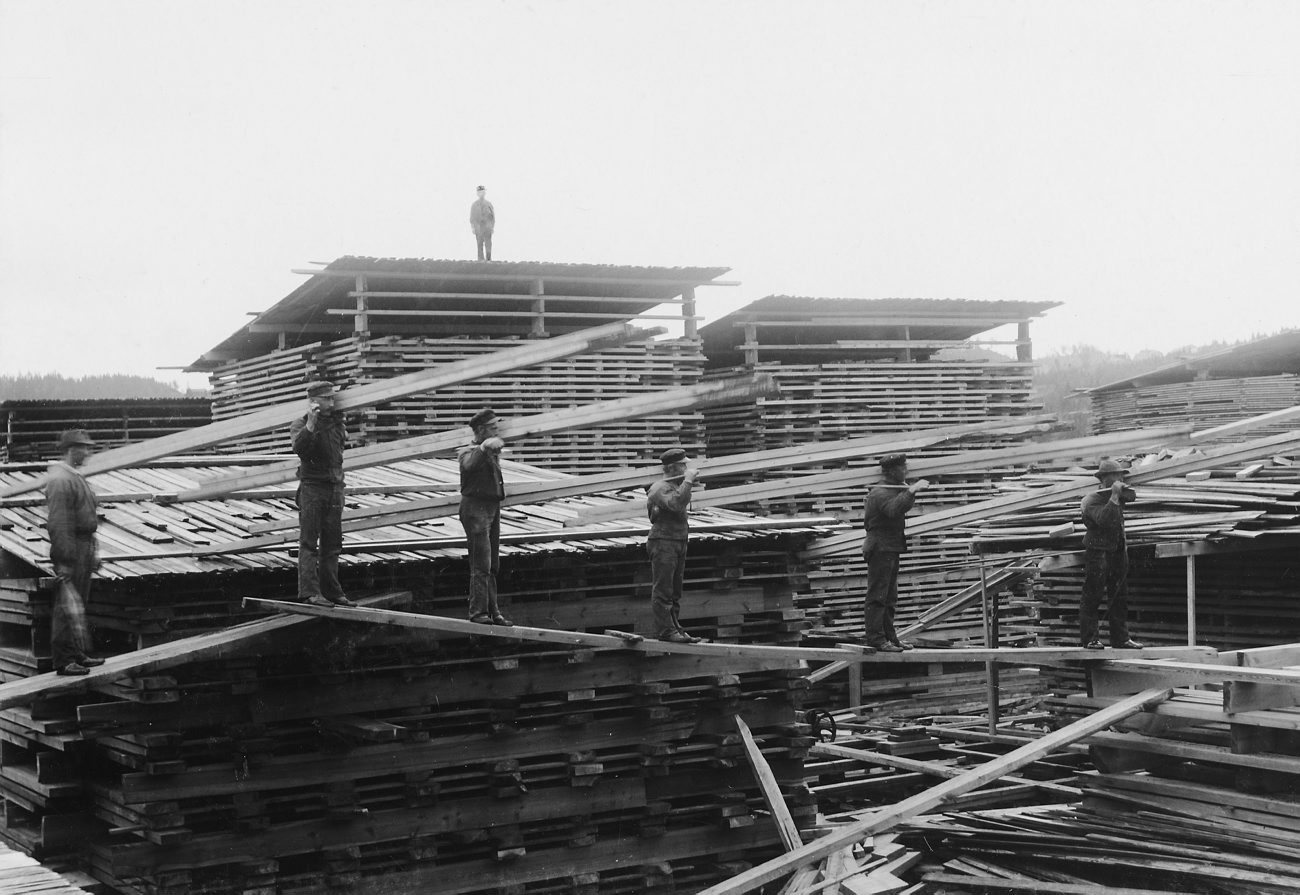
Plankbärare vid Salsåkers Sågverk, Ångermanland. Ett av fotona som Dagmar Eriksén skickade in till STF:s fototävling år 1899.
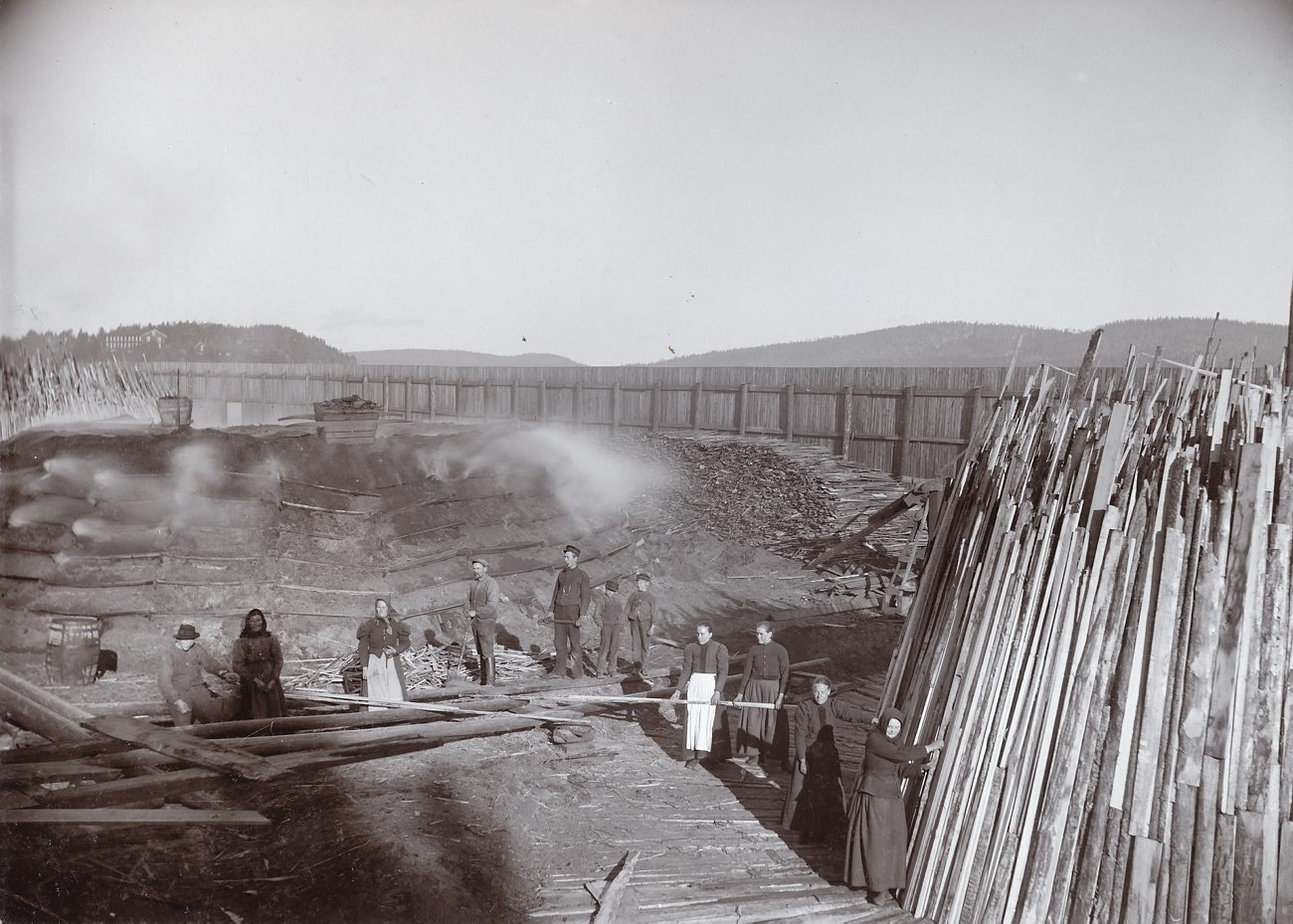
Finska arbetare i Kolgården vid Björknäs Sågverk, Ångermanland.
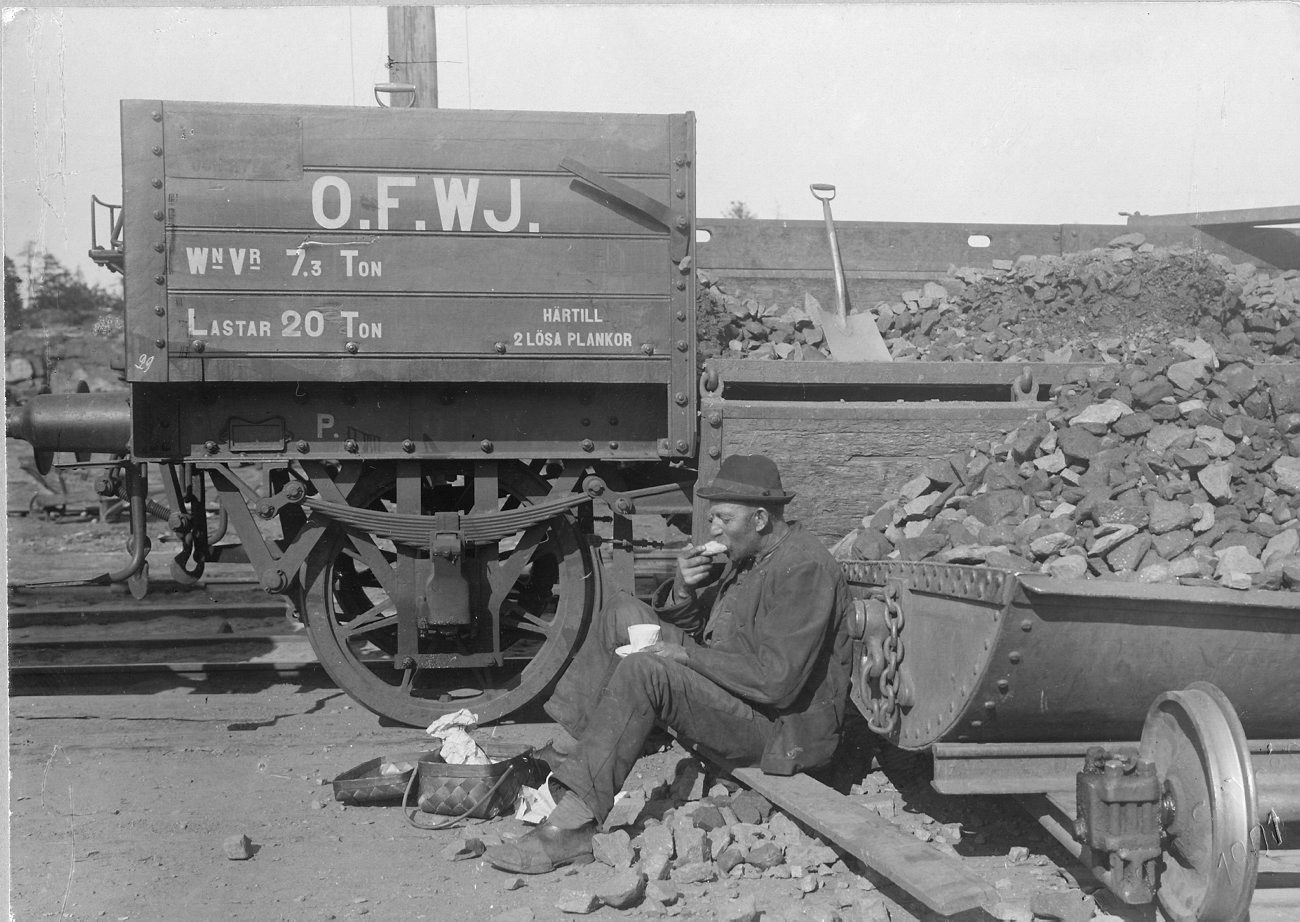
Malmlastare i Oxelösunds hamn, 1901.
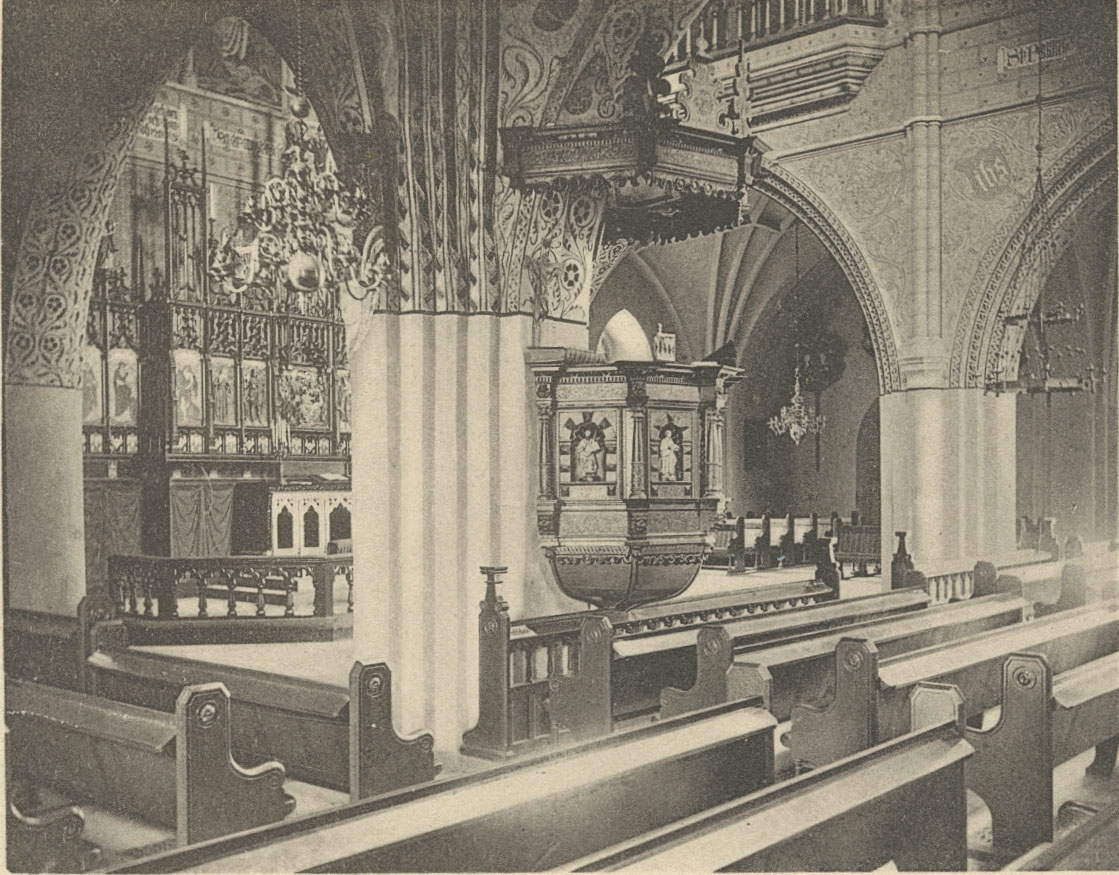
Floda kyrka, interiör.
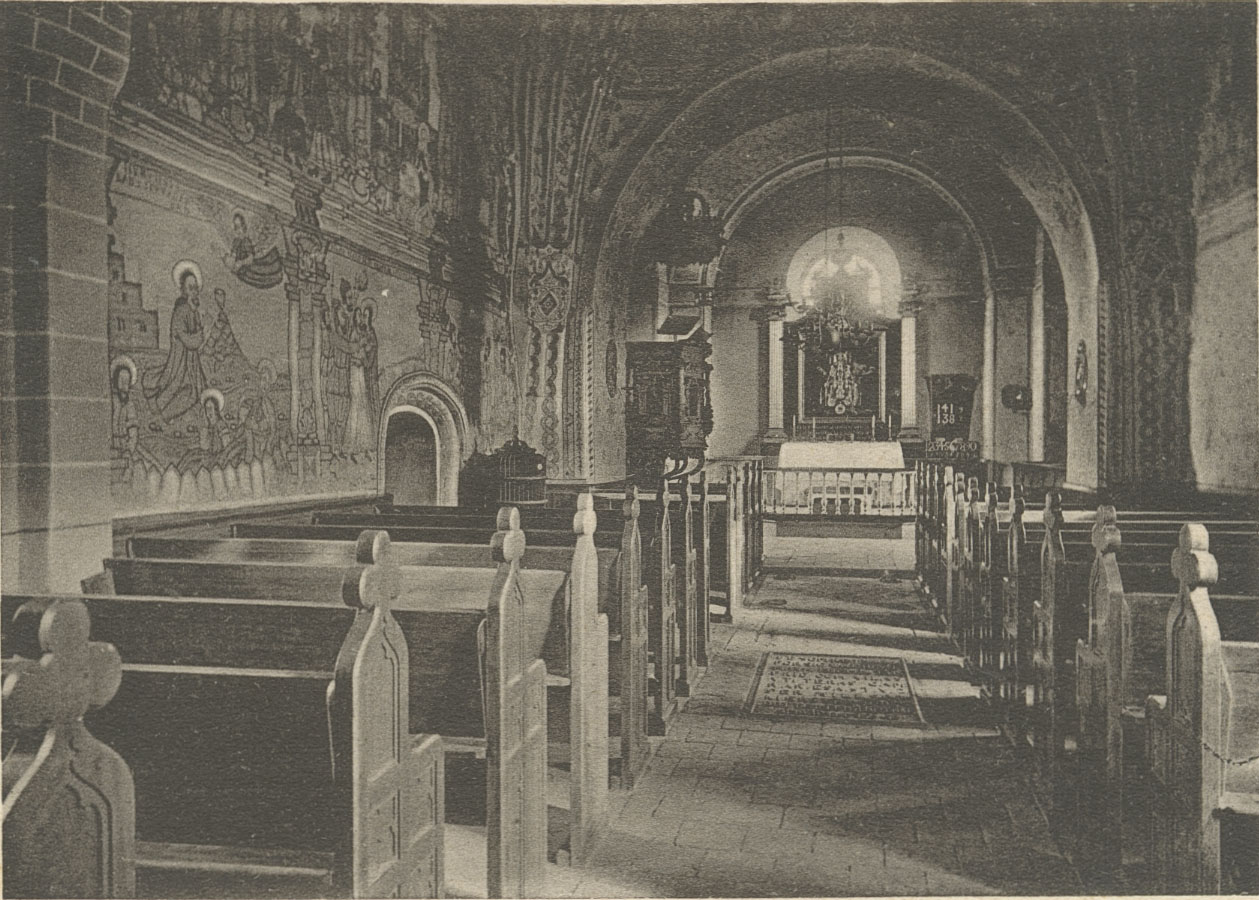
Flens kyrka, interiör.
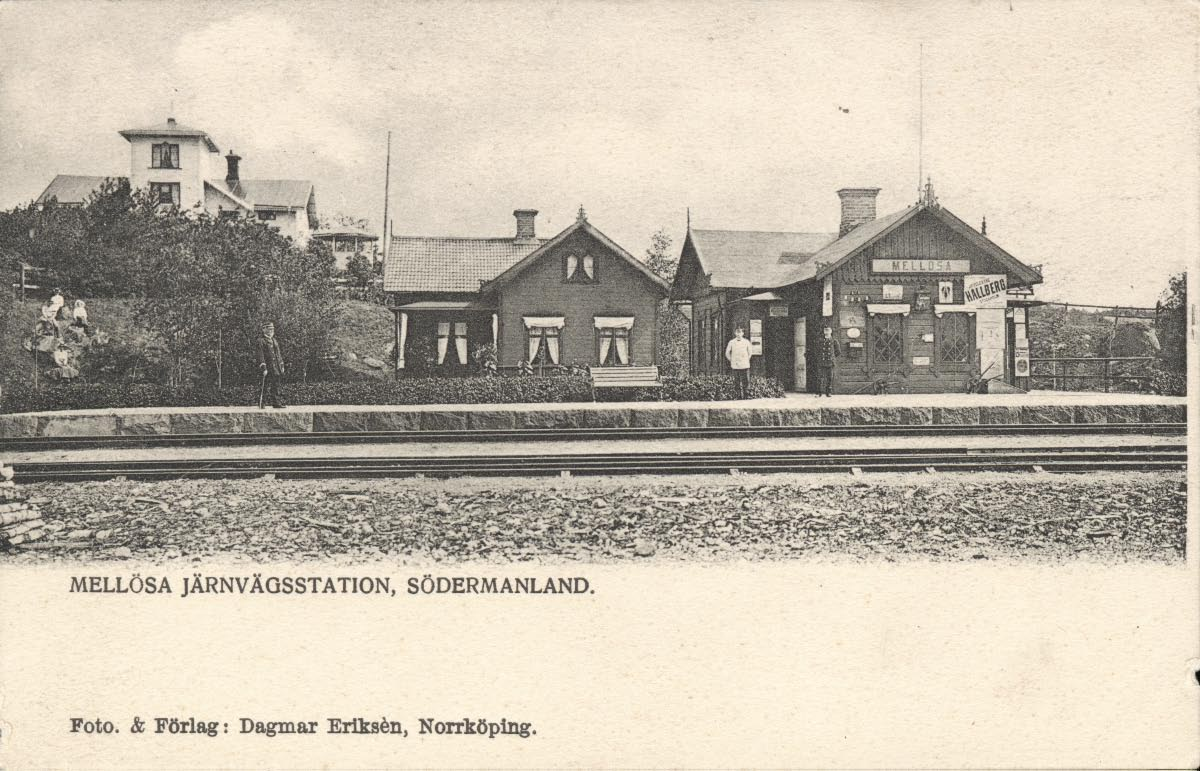
Vykort, Mellösa station.
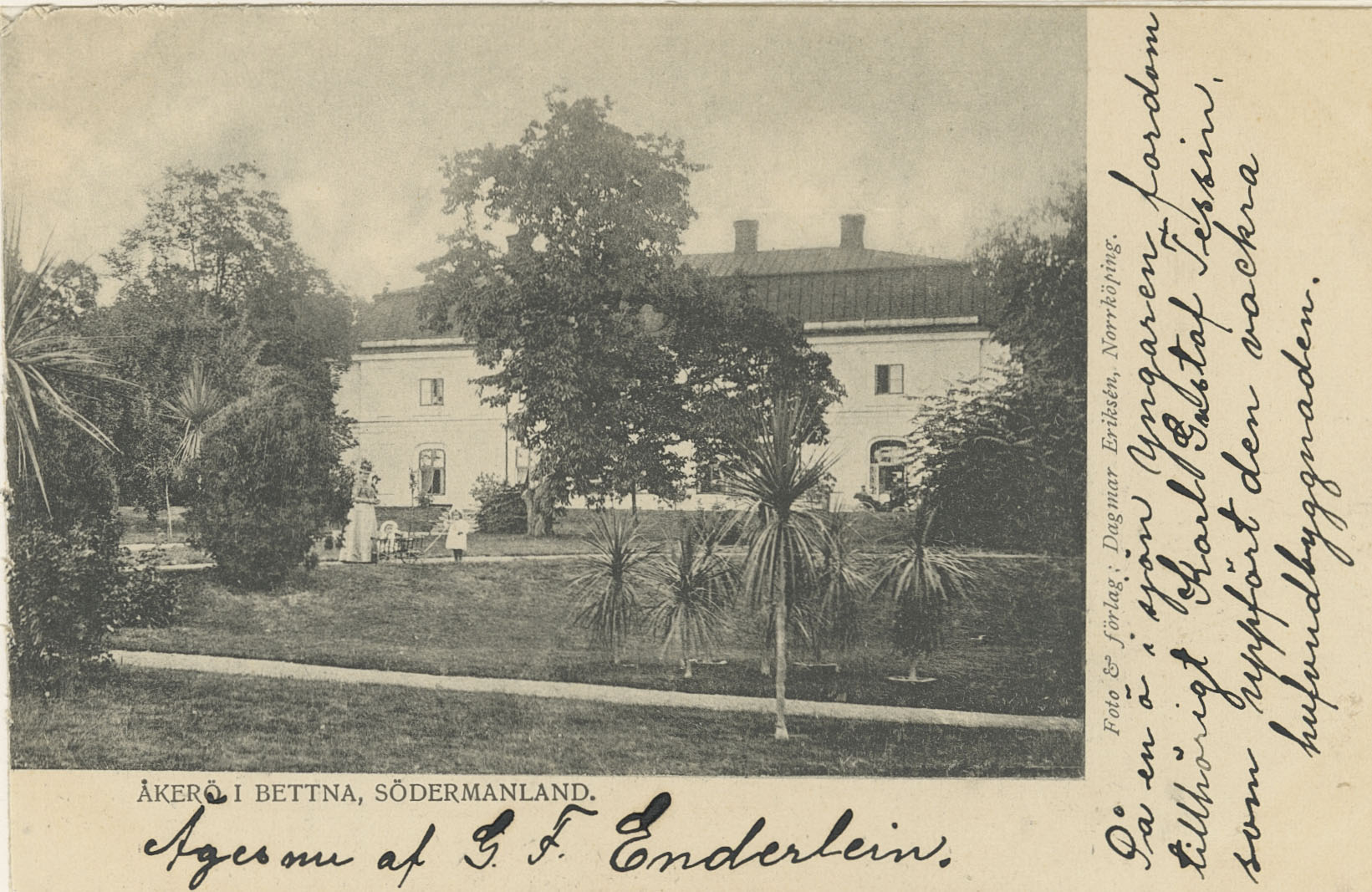
Vykort, Åkerö herrgård.
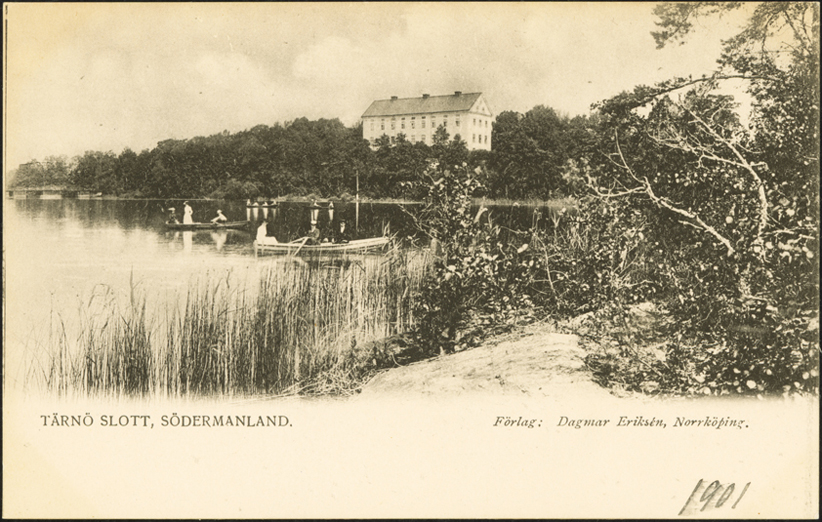
Vykort, Tärnö slott.
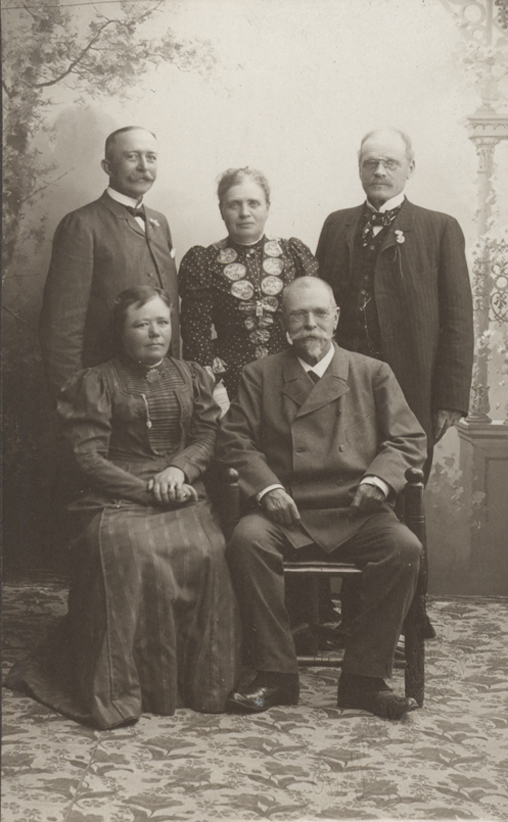
Grupporträtt i Söderköping, 1906.